# Chloroceryle aenea
Il martin pescatore verde (Chloroceryle aenea (Pallas, 1764)) è un uccello coraciiforme della famiglia Alcedinidae.

## Distribuzione e habitat
Si trova nelle pianure dei tropici del continente americano, dal Messico meridionale all'America centrale fino al Brasile centrale e al nord dell'Argentina.

## Tassonomia
Esistono due sottospecie:
- Chloroceryle aenea aenea (Pallas, 1764)
- Chloroceryle aenea stictoptera (Ridgway, 1884)